# Gerhoh von Waldeck
Gerhoh von Waldeck (auch Geobaldus von Waldeck; † 1359) war 1354 bis 1359 Bischof von Chiemsee. 

## Leben
Gerhohs Geburtsjahr und seine Herkunft sind nicht bekannt. Als möglich wird erachtet, dass er aus der Diözese Freising kam oder der in Gurk und Salzburg belegten Ministerialenfamilie von Waldeck entstammte. 1322 ist er als Student der Universität Bologna und ab 1348 als Domherr von Salzburg belegt, wo er ab 1350 als Dekan wirkte.
Nach dem Tod des Chiemseer Bischofs Konrad von Liechtenstein Anfang November 1354 ernannte der Salzburger Erzbischof Ortolf von Weißeneck Gerhoh von Waldeck zu dessen Nachfolger. Die päpstliche Bestätigung erfolgte am 23. Dezember 1354. Da Chiemsee ein Salzburger Eigenbistum war, nahm Gerloh auch bischöfliche Handlungen als Weihbischof im Erzbistum Salzburg vor. 1359 weihte er die von seinem Vorgänger errichtete Marienkapelle im Salzburger Chiemseehof, der Residenz der Bischöfe von Chiemsee.
Gerloh von Waldeck starb (vermutlich am 7. September) 1359. Sein Sterbe- und Begräbnisort sind nicht bekannt.